# Leichtathletik-Länderkampf der Männer 1961 Chile – BR Deutschland
| 16. Leichtathletik-Länderkampf mit bundesdeutscher Beteiligung 1961 | 16. Leichtathletik-Länderkampf mit bundesdeutscher Beteiligung 1961 |               |
| ------------------------------------------------------------------- | ------------------------------------------------------------------- | ------------- |
|                                                                     |                                                                     |               |
| Ländervergleich der Männer: Chile – BR Deutschland                  |                                                                     |               |
| Austragungsort                                                      | Santiago de Chile                                                   |               |
| Wettbewerbe                                                         | 17                                                                  |               |
| Datum                                                               | 28./29. Oktober 1961                                                |               |
| 1. FRG 2. CHL                                                       | 122 Punkte 058 Punkte                                               |               |
| Chronik                                                             |                                                                     |               |
| ← BRA-FRG (M)                                                       | ARG-FRG (M) →                                                       | ARG-FRG (M) → |

Im sechzehnten Vergleich des Länderkampfjahres 1961 trafen die bundesdeutschen Männer auf den zweiten Gegner ihrer Südamerikareise. Am 28./29. Oktober in Santiago de Chile hieß der Gegner Chile. Auch gegen die Chilenen trugen die bundesdeutschen Leichtathleten hier ihren ersten Länderkampf aus.

## Wettbewerbe und Modus
Aus dem üblichen Länderkampfprogramm mit zwanzig Disziplinen fehlten der 3000-Meter-Hindernislauf, der Dreisprung und der Hammerwurf. Anstelle der Rennen über 5000 und 10.000 Meter gab es verkürzte Wettbewerbe über 3000 und 5000 Meter. So wurden insgesamt siebzehn Wettbewerbe ausgetragen. Die Wertung erfolgte durchgängig nach dem Standardsystem.

## Ergebnis
Die bundesdeutschen Leichtathleten entschieden sechzehn Wettbewerbe für sich, elf Mal kamen sie dabei zu Doppelerfolgen. Im Stabhochsprung trat nur ein bundesdeutscher Teilnehmer an, diese Disziplin endete so mit einem Unentschieden. Die chilenische Mannschaft wurde durch zwei Sprinter aus Venezuela verstärkt. Im bundesdeutschen Team waren wie schon im ersten Länderkampf der Südamerikareise gegen Brasilien nicht für alle Disziplinen entsprechende Spezialisten vertreten. So gab es wieder Aushilfen durch andere Athleten. Viel beschäftigt war wieder der Zehnkämpfer Willi Holdorf, der über 400 Meter Hürden, in beiden Staffeln, und dem Weitsprung antrat. Der Stabhochspringer Klaus Lehnertz war auch im Hochsprung aktiv und der Hochspringer Theo Püll vertrat die bundesdeutsche Mannschaft auch im Speerwurf. Im Stabhochsprung fand sich kein zweiter deutscher Vertreter, sodass nur ein bundesdeutscher Stabhochspringer gewertet werden konnte. Im Endergebnis siegte die Bundesrepublik Deutschland Team mit 116 zu 63 Punkten.

## Resultate

### 100 m
| Platz | Athlet             | Land | Zeit (s) |
| ----- | ------------------ | ---- | -------- |
| 1     | Alfred Hebauf      | FRG  | 10,5     |
| 2     | Manfred Germar     | FRG  | 10,5     |
| 3     | Arquímedes Herrera | VEN  | 10,7     |
| 4     | Rafael Romero      | VEN  | 10,7     |

Datum: 28. Oktober

### 200 m
| Platz | Athlet             | Land | Zeit (s) |
| ----- | ------------------ | ---- | -------- |
| 1     | Manfred Germar     | FRG  | 21,3     |
| 2     | Carl Kaufmann      | FRG  | 21,4     |
| 3     | Arquímedes Herrera | VEN  | 21,8     |
| 4     | Ivan Moreno        | CHL  | 22,4     |

Datum: 29. Oktober

### 400 m
| Platz | Athlet          | Land | Zeit (s) |
| ----- | --------------- | ---- | -------- |
| 1     | Manfred Kinder  | FRG  | 46,3     |
| 2     | Carl Kaufmann   | FRG  | 46,6     |
| 3     | Pedro Aguilar   | CHL  | 51,4     |
| 4     | Santiago Gordon | CHL  | 51,9     |

Datum: 28. Oktober

### 800 m
| Platz | Athlet                | Land | Zeit (min) |
| ----- | --------------------- | ---- | ---------- |
| 1     | Paul Schmidt          | FRG  | 1:51,2     |
| 2     | Wilhelm-Rüdiger Böhme | FRG  | 1:53,5     |
| 3     | Armin Oswald          | CHL  | 1:55,4     |
| 4     | Johan Keller          | CHL  | 2:01,7     |

Datum: 28. Oktober

### 1500 m
| Platz | Athlet                | Land | Zeit (min) |
| ----- | --------------------- | ---- | ---------- |
| 1     | Paul Schmidt          | FRG  | 3:57,1     |
| 2     | Ramón Sandoval        | CHL  | 3:57,4     |
| 3     | Wilhelm-Rüdiger Böhme | FRG  | 3:57,5     |
| 4     | Armin Oswald          | CHL  | 3:59,5     |

Datum: 29. Oktober

### 3000 m
| Platz | Athlet          | Land | Zeit (min) |
| ----- | --------------- | ---- | ---------- |
| 1     | Horst Flosbach  | FRG  | 8:34,0     |
| 2     | Roland Watschke | FRG  | 8:34,2     |
| 3     | Ramón Sandoval  | CHL  | 8:36,4     |
| 4     | Alberto Zamudio | CHL  | 9:12,2     |

Datum: 28. Oktober

### 5000 m
| Platz | Athlet          | Land | Zeit (min) |
| ----- | --------------- | ---- | ---------- |
| 1     | Roland Watschke | FRG  | 15:17,8    |
| 2     | Horst Flosbach  | FRG  | 15:18,0    |
| 3     | Alberto Zamudio | CHL  | 16:09,2    |
| 4     | Mario Torrealba | CHL  | 16:18,8    |

Datum: 28. Oktober

### 110 m Hürden
| Platz | Athlet          | Land | Zeit (s) |
| ----- | --------------- | ---- | -------- |
| 1     | Ingo Schönewolf | FRG  | 15,0     |
| 2     | Helmut Janz     | FRG  | 15,5     |
| 3     | Felipe Montero  | CHL  | 16,3     |
| 4     | Eduardo Schmidt | CHL  | 16,3     |

Datum: 28. Oktober

### 400 m Hürden
| Platz | Athlet          | Land | Zeit (s) |
| ----- | --------------- | ---- | -------- |
| 1     | Helmut Janz     | FRG  | 52,5     |
| 2     | Willi Holdorf   | FRG  | 54,5     |
| 3     | Santiago Gordon | CHL  | 57,0     |
| 4     | Felipe Montero  | CHL  | 60,7     |

Datum: 29. Oktober

### 4 × 100 m Staffel
| Platz | Besetzung         | Land                                                     | Zeit (s) |
| ----- | ----------------- | -------------------------------------------------------- | -------- |
| 1     | BR Deutschland    | Alfred Hebauf Carl Kaufmann Willi Holdorf Manfred Germar | 40,9     |
| 2     | Chile / Venezuela | keine Angabe                                             | 41,0     |

Datum: 28. Oktober

### 4 × 400 m Staffel
| Platz | Besetzung      | Land                                                      | Zeit (min) |
| ----- | -------------- | --------------------------------------------------------- | ---------- |
| 1     | BR Deutschland | Helmut Janz Willi Holdorf Manfred Kinder Carl Kaufmann    | 3:19,1     |
| 2     | Chile          | Pedro Aguilar Armin Oswald Santiago Gordon Ramón Sandoval | 3:25,1     |

Datum: 29. Oktober

### Hochsprung
| Platz | Athlet                  | Land | Höhe (m) |
| ----- | ----------------------- | ---- | -------- |
| 1     | Theo Püll               | FRG  | 1,95     |
| 2     | Eugenio Velasco Morandé | CHL  | 1,90     |
| 3     | Cristián Errázuriz      | CHL  | 1,80     |
| 4     | Klaus Lehnertz          | FRG  | 1,70     |

Datum: 28. Oktober

### Stabhochsprung
| Platz | Athlet          | Land | Höhe (m) |
| ----- | --------------- | ---- | -------- |
| 1     | Klaus Lehnertz  | FRG  | 4,40     |
| 2     | Luis Meza       | CHL  | 4,00     |
| 3     | Sergio Pinochet | CHL  | 3,60     |

Datum: 29. Oktober
Deutschland trat mit nur einem Teilnehmer an.

### Weitsprung
| Platz | Athlet           | Land | Weite (m) |
| ----- | ---------------- | ---- | --------- |
| 1     | Ingo Schönewolf  | FRG  | 7,00      |
| 2     | Willi Holdorf    | FRG  | 6,86      |
| 3     | Carlos Tornquist | CHL  | 6,85      |
| 4     | Ivan Moreno      | CHL  | 6,44      |

### Kugelstoßen
| Platz | Athlet               | Land | Weite (m) |
| ----- | -------------------- | ---- | --------- |
| 1     | Hermann Lingnau      | FRG  | 16,86     |
| 2     | Jens Reimers         | FRG  | 15,00     |
| 3     | Leonardo Kittsteiner | CHL  | 13,72     |
| 4     | Fernando Morales     | CHL  | 13,63     |

Datum: 28. Oktober

### Diskuswurf
| Platz | Athlet          | Land | Weite (m) |
| ----- | --------------- | ---- | --------- |
| 1     | Jens Reimers    | FRG  | 49,45     |
| 2     | Hernán Haddad   | CHL  | 47,23     |
| 3     | Dieter Gevert   | CHL  | 46,42     |
| 4     | Hermann Lingnau | FRG  | 42,88     |

Datum: 29. Oktober

### Speerwurf
| Platz | Athlet               | Land | Weite (m) |
| ----- | -------------------- | ---- | --------- |
| 1     | Rolf Herings         | FRG  | 70.69     |
| 2     | Theo Püll            | FRG  | 53,26     |
| 3     | Patricio Echeverry   | CHL  | 53,20     |
| 4     | Leonardo Kittsteiner | CHL  | 52,75     |

Datum: 29. Oktober